# Congo-Brazzaville op de Olympische Zomerspelen 2008
Congo-Brazzaville nam deel aan de Olympische Zomerspelen 2008 in Peking, China.
Congo-Brazzaville debuteerde op de Zomerspelen in 1964 en deed in 2008 voor de tiende keer mee. Net als bij de vorige negen deelnames won Congo-Brazzaville geen medaille.

## Deelnemers en resultaten
(m) = mannen, (v) = vrouwen 

### Atletiek
| Olympiër                      | Discipline      | Resultaat | Prestatie                                 |
| ----------------------------- | --------------- | --------- | ----------------------------------------- |
| Ghyd-Kermeliss-Holly Olonghot | 100m (m)        | 65e       | serie 4: 7de in 11,01                     |
|                               |                 |           |                                           |
| Pamela Mouele-Mboussi         | verspringen (v) | 35e       | kwalificatie groep A: 14de met 6,06m (NR) |

### Tafeltennis
| Olympiër    | Discipline    | Resultaat | Prestatie |
| ----------- | ------------- | --------- | --- |
| Suraju Saka | enkelspel (m) | 49e       | voorronde: W van UKR Lei: 4-1 (5-11, 11-9, 11-8, 11-6, 11-9) 1ste ronde: V van POL Blaszczyk: 0-4 (9-11, 3-11, 11-13, 2-11)            |
|             |               |           | |
| Fen Yang    | enkelspel (v) | 49e       | voorronde: W van USA Huang: 4-2 (4-11, 11-8, 9-11, 11-5, 13-11, 11-9) 1ste ronde: V van ROU Samara: 1-4 (4-11, 2-11, 11-6, 4-11, 6-11) |

### Zwemmen
| Olympiër    | Discipline          | Resultaat | Prestatie              |
| ----------- | ------------------- | --------- | ---------------------- |
| Rony Bakale | 100m vrije slag (m) | 62e       | serie 1: 1ste in 55,08 |

Afghanistan · Albanië · Algerije · Amerikaanse Maagdeneilanden · Amerikaans-Samoa · Andorra · Angola · Antigua en Barbuda · Argentinië · Armenië · Aruba · Australië · Azerbeidzjan · Bahama's · Bahrein · Bangladesh · Barbados · België · Belize · Benin · Bermuda · Bhutan · Bolivia · Bosnië en Herzegovina · Botswana · Brazilië · Britse Maagdeneilanden · Bulgarije · Burkina Faso · Burundi · Cambodja · Canada · Centraal-Afrikaanse Republiek · Chili · China · Chinees Taipei · Colombia · Comoren · Congo-Brazzaville · Congo-Kinshasa · Cookeilanden · Costa Rica · Cuba · Cyprus · Denemarken · Djibouti · Dominica · Dominicaanse Republiek · Duitsland · Ecuador · Egypte · El Salvador · Equatoriaal-Guinea · Eritrea · Estland · Ethiopië · Fiji · Filipijnen · Finland · Frankrijk · Gabon · Gambia · Georgië · Ghana · Grenada · Griekenland · Groot-Brittannië · Guam · Guatemala · Guinee · Guinee‑Bissau · Guyana · Haïti · Honduras · Hongarije · Hongkong · Ierland · IJsland · India · Indonesië · Irak · Iran · Israël · Italië · Ivoorkust · Jamaica · Japan · Jemen · Jordanië · Kaaimaneilanden · Kaapverdië · Kameroen · Kazachstan · Kenia · Kirgizië · Kiribati · Koeweit · Kroatië · Laos · Lesotho · Letland · Libanon · Liberia · Libië · Liechtenstein · Litouwen · Luxemburg · Macedonië · Madagaskar · Malawi · Malediven · Maleisië · Mali · Malta · Marshalleilanden · Marokko · Mauritanië · Mauritius · Mexico · Micronesië · Moldavië · Monaco · Mongolië · Montenegro · Mozambique · Myanmar · Namibië · Nauru · Nederland · Nederlandse Antillen · Nepal · Nicaragua · Nieuw-Zeeland · Niger · Nigeria · Noord-Korea · Noorwegen · Oeganda · Oekraïne · Oezbekistan · Oman · Oostenrijk · Oost‑Timor · Pakistan · Palau · Palestina · Panama · Papoea-Nieuw-Guinea · Paraguay · Peru · Polen · Portugal · Puerto Rico · Qatar · Roemenië · Rusland · Rwanda · Saint Kitts en Nevis · Saint Lucia · Saint Vincent en Grenadines · Salomonseilanden · Samoa · San Marino · Sao Tomé en Principe · Saoedi-Arabië · Senegal · Servië · Seychellen · Sierra Leone · Singapore · Slovenië · Slowakije · Soedan · Somalië · Spanje · Sri Lanka · Suriname · Swaziland · Syrië · Tadzjikistan · Tanzania · Thailand · Togo · Tonga · Trinidad en Tobago · Tsjaad · Tsjechië · Tunesië · Turkije · Turkmenistan · Tuvalu · Uruguay · Vanuatu · Venezuela · Verenigde Arabische Emiraten · Verenigde Staten · Vietnam · Wit-Rusland · Zambia · Zimbabwe · Zuid-Afrika · Zuid-Korea · Zweden · Zwitserland
Uitgesloten van deelname: Brunei